# 아리바스
아리바스(고대 그리스어: Ἀρύββας) 또는 아림바스(라틴어: Arybbas 또는 Arymbas 재위 : 기원전 370년 – 기원전 342년)는 기원전 4세기 중반의 에피로스, 몰로시아 인의 왕이다.

## 생애
아리바스는 선대의 왕 알케타스 1세의 아들인 네오프톨레모스 1세의 형제이다. 아리바스는 네오프톨레모스의 딸 트로이아스와 결혼하고 알케타스 2세와 아이아키데스의 쌍둥이를 낳았다. 알케타스 2세가 거칠고 다루기 힘든 성격이었기 때문에, 아리바스는 아들 알케타스를 추방했다. 아버지 알케타스 1세의 사후 아리바스는 형제인 네오프톨레모스와 왕위를 쟁탈전을 벌였다가 나중에 화해하고 공동 통치를 하기로 합의했다.
기원전 342년, 아리바스는 네오프톨레모스의 딸 올림피아스와 결혼을 한 마케도니아 왕 필리포스 2세에 의해 왕위에서 쫓겨났고, 에피로스 왕은 네오프톨레모스 1세의 아들이자 필리포스의 밑에서 교육을 받은 알렉산더 1세가 왕이 된다.
그 이후의 아리바스의 상황에 대해서는 불분명하다. 디오도로스가 언급한 ‘몰리시아인들의 왕 아리프타이오스’(Aryptaeus, king of the Molossians)이 그일 확률이 높으며, 이후 라미아 전쟁 때 그리스에 가담하게 된다.
이후 기원전 313년부터 303년까지 아들 알케타스 2세가 에피로스를 통치하게 된다.